# Arthurson Bluff
Das Arthurson Bluff eine hauptsächlich vereiste Landspitze nahe der Pennell-Küste des ostantarktischen Viktorialands. Es überragt den Ort des Zusammenflusses von Ludvig- und Kirkby-Gletscher.
Im Jahr 1962 landeten hier Teilnehmer einer Forschungsreise im Rahmen der Australian National Antarctic Research Expeditions unter der Leitung des Polarforschers Phillip Law mit einem Hubschrauber. Namensgeber ist John Arthurson (1909–2006), Pilot dieses Hubschraubers.